# Vicente Munner y Valls
Vicente Munner y Valls (Barcelona - 1828-1879) fue un farmacéutico y químico español.

## Carrera
En el año 1851 fue nombrado sustituto de la facultad de farmacia de la Universidad de Granada y en el año siguiente catedrático de práctica de operaciones farmacéuticas de dicha universidad. Pasó después a desempeñar esta cátedra en la Facultad de Barcelona y la de análisis químico en 1868. Se dedicó al estudio de las aguas minerales.

## Obra
Publicó notables trabajos, entre ellos:
- Memoria sobre el verdadero origen e importancia del análisis químico
- Memoria sobre aguas minerales
- Una excursión a la Puda de Montserrat  (1863)
- Extracto de las lecciones expilcadas en la cátedra de análisis químicos de aplicación a las ciencias médicas (Barcelona, 1879, 2ªedición)

- El contenido de este artículo incorpora material del tomo 37 de la Enciclopedia Universal Ilustrada Europeo-Americana (Espasa), cuya publicación fue anterior a 1945, por lo que se encuentra en el dominio público.

- Datos: Q6161250